# Hexactinella grimaldii
Hexactinella grimaldii är en svampdjursart som beskrevs av Topsent 1890. Hexactinella grimaldii ingår i släktet Hexactinella och familjen Tretodictyidae. Inga underarter finns listade i Catalogue of Life.